# Kościół św. Jana Nepomucena w Monachium
Kościół św. Jana Nepomucena (też: Kościół Asamów, niem. Asamkirche, ang. Church of St. John Nepomuk, franc. Église Saint-Jean-Népomucène lub Église Asam) – kościół katolicki przy Sendlinger Str. w Monachium, w Niemczech. Jedna z najbardziej znanych świątyń stolicy Bawarii, perła architektury późnobarokowej i sztuki zdobniczej rokoka południowych Niemiec.
Zbudowany w latach 1733–1746 przez braci Asamów, Kosmę Damiana Asama i Idziego Kwiryna Asama. Powstał z prywatnej inicjatywy, z własnych środków i na prywatnym gruncie Idziego Kwiryna Asama, by służyć braciom jako prywatna kaplica. Niewielką, jednonawową budowlę wzniesiono tak, by jej fasada znalazła się w linii zabudowy ulicy. Na sąsiednich parcelach dobudowano do świątyni dom mieszkalny I.K. Asama (po lewej) i plebanię (po prawej). Dom i kościół były połączone bezpośrednim przejściem, a z sypialni właściciela był widok przez wewnętrzne okno wprost na główny ołtarz. Idzi planował, że  zostanie w nim pochowany po śmierci, jednak na skutek protestów mieszkańców dzielnicy plany te nie zostały zrealizowane i kościół w dalszym ciągu służy wiernym.

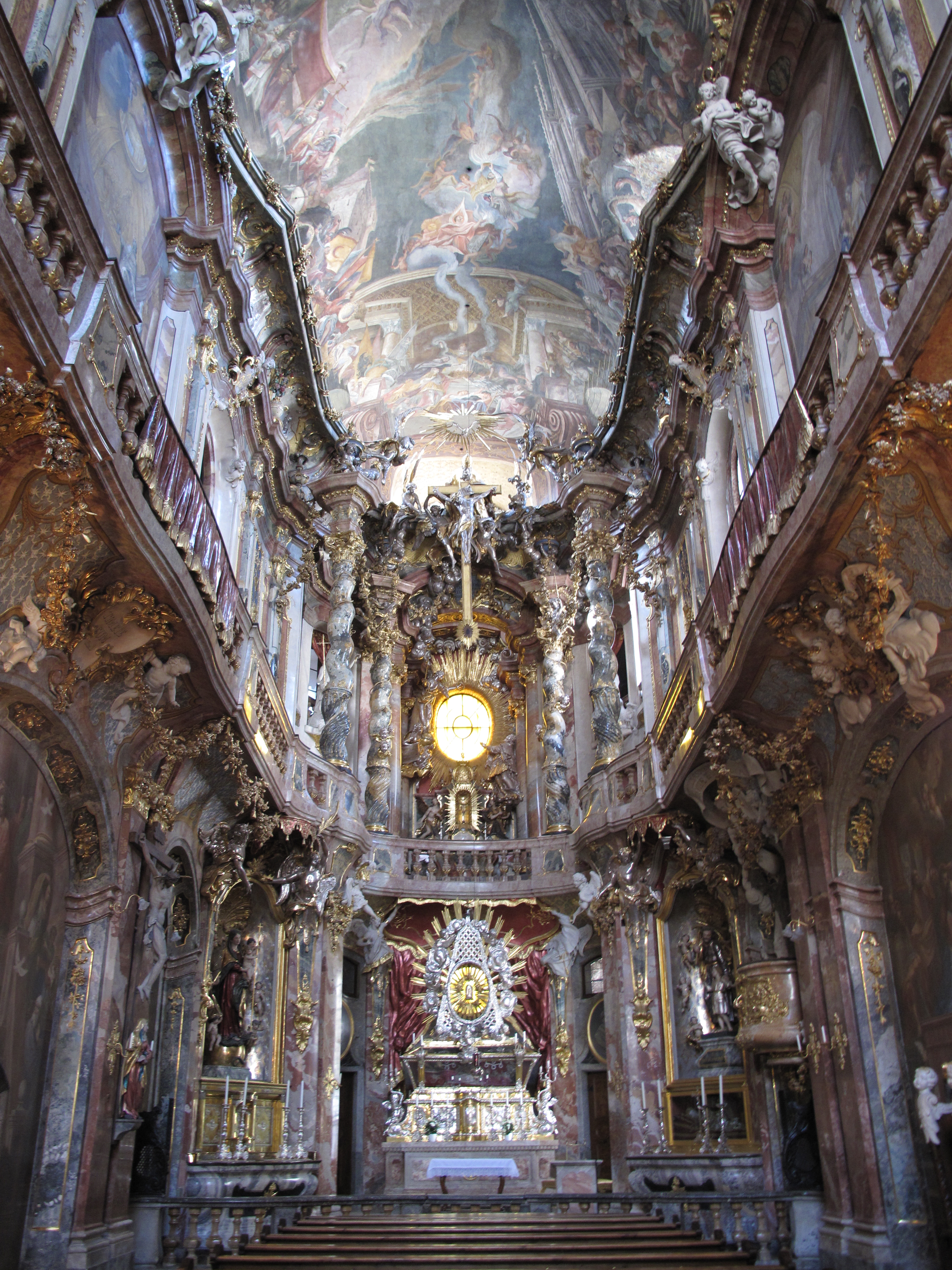
Wnętrze kościoła Św. Jana Nepomucena

Kościół, poświęcony Janowi Nepomucenowi, męczennikowi spowiedzi (świeżo kanonizowanemu w 1729 r.), pozwolił braciom na swobodne rozwinięcie ich inspiracji twórczych, bez oglądania się na gust fundatora. Niewielkie wnętrze o wymiarach 22 na 8 metrów zadziwia ogromnym bogactwem form i kolorów. Podzielone ozdobnym gankiem emporowym ze „ślepą” balustradą na dwie kondygnacje, jest szczelnie wypełnione drobnymi formami architektonicznymi, rzeźbami i malowidłami. Utrzymane w tonacjach złota, brązów, zieleni oraz bladego błękitu i prawie zupełnie pozbawione naturalnego oświetlenia stwarza specyficzny nastrój i stanowi wyjątkowy przykład sztuki rokoka.
Ołtarz główny, z umieszczonym w dole sarkofagiem z woskową figurą patrona kościoła oraz przedstawieniem Trójcy Świętej u góry, na górnej kondygnacji rozświetlony jest centralnie umieszczonym, niewielkim owalnym oknem, flankowanym dwoma parami spiralnych kolumn. Zwraca uwagę zdobiona, złocista ambona oraz siedem drewnianych, misternie rzeźbionych konfesjonałów.